# Ion Izagirre
Ion Izagirre Insausti (Ormaiztegi, 4 febbraio 1989) è un ciclista su strada spagnolo di origine basca che corre per il team Cofidis. Ciclista completo, professionista dal 2010, è figlio di José Ramón Izagirre, due volte campione spagnolo di ciclocross, e fratello di Gorka, anch'egli ciclista professionista.

## Carriera

### 2010-2013: i primi anni da professionista
Inizia la sua carriera professionistica nel 2010 con la squadra basca Orbea. Nella stagione successiva passa all'Euskaltel-Euskadi, formazione UCI ProTour, ma in stagione non va oltre un quarto posto alla Prueba Villafranca de Ordizia, classica in linea spagnola.
Ottiene la prima vittoria da professionista l'anno dopo, il 28 aprile 2012, aggiudicandosi la semitappa a cronometro della seconda tappa della Vuelta a Asturias. Nel mese successivo partecipa quindi al Giro d'Italia: in quella "Corsa rosa" riesce a vincere la sedicesima tappa, quella con partenza a Limone sul Garda e arrivo a Falzes, dopo una lunga fuga. Nel gennaio 2013 conclude al quarto posto il Tour Down Under, mentre nella seconda parte di annata si piazza quarto in linea e secondo a cronometro ai campionati spagnoli, secondo nella classifica generale del Tour de Pologne e nono al Grand Prix Cycliste de Montréal.

### 2014-2016: Movistar Team
Nel 2014 si trasferisce alla Movistar. Con la nuova maglia ottiene, nei primi due anni, alcuni successi di rilievo fra cui nel 2014 il titolo nazionale spagnolo in linea e nel 2015 la graduatoria generale del Tour de Pologne.
Nella prima parte del 2016 si classifica secondo alla Volta ao Algarve e quinto alla Parigi-Nizza, vince il Gran Premio Miguel Indurain in Navarra e si piazza terzo, vincendo il prologo di apertura, al Tour de Romandie. In giugno al Tour de Suisse fa sua la cronometro del penultimo giorno a Davos e conclude secondo nella generale, battuto dal solo Miguel Ángel López; dopo la vittoria nel titolo nazionale a cronometro partecipa quindi al Tour de France vincendo in solitaria la tappa alpina con arrivo a Morzine. Nel finale di stagione conclude ottavo nella cronometro olimpica a Rio de Janeiro e ottavo all'Eneco Tour.

### 2017-2018: i piazzamenti in maglia Bahrain-Merida
Per il 2017 viene ingaggiato dal neonato team Bahrain-Merida. Con la nuova maglia ottiene numerosi piazzamenti soprattutto nella prima parte di stagione: si classifica infatti settimo alla Parigi-Nizza, terzo al Giro dei Paesi Baschi, settimo all'Amstel Gold Race, quinto alla Liegi-Bastogne-Liegi e quinto al Tour de Romandie. Dopo il sesto posto al Tour de Suisse (con il secondo parziale nella tappa alpina di Sölden) e il terzo nel campionato spagnolo in linea, prende il via al Tour de France come capitano della sua squadra. Già nella cronometro di apertura a Düsseldorf è però vittima di una caduta che gli causa una frattura lombare e lo costringe a operarsi e a concludere anzitempo la stagione.
Tornato alle corse nel gennaio 2018, si piazza quarto alla Parigi-Nizza e, anche grazie a due terzi posti nelle ultime due decisive tappe, ancora terzo al Giro dei Paesi Baschi. In estate partecipa al Tour de France come gregario di Vincenzo Nibali; durante quella Grande Boucle ottiene due secondi posti di tappa, a Le Grand-Bornand e Carcassonne, e conclude al ventiduesimo posto della generale. Nel finale di stagione consegue ulteriori piazzamenti di rilievo: è infatti settimo alla Clásica San Sebastián, nono alla Vuelta a España (alla sua prima partecipazione), undicesimo nella prova iridata di Innsbruck e sesto al Giro di Lombardia. In agosto viene intanto annunciato il suo trasferimento all'Astana Pro Team, insieme al fratello Gorka, a partire dal 2019.

## Palmarès

### Strada
- 2008 (Under-23, Seguros Bilbao, una vittoria)

Campeonate di Gipuzkoa
- 2009 (Under-23, Seguros Bilbao, tre vittorie)

Memorial Sabin Foruria
Pentekostes Saria - Arcelor Mittal
4ª tappa Vuelta a Vizcaya (Ugao-Miraballes > Zeberio, cronometro)
- 2012 (Euskaltel-Euskadi, due vittorie)

2ª tappa, 2ª semitappa, Vuelta a Asturias (Piedras Blancas, cronometro)
16ª tappa Giro d'Italia (Limone sul Garda > Falzes)
- 2014 (Movistar Team, una vittoria)

Campionati spagnoli, Prova in linea
- 2015 (Movistar Team, una vittoria)

Classifica generale Tour de Pologne
- 2016 (Movistar Team, cinque vittorie)

Gran Premio Miguel Indurain
Prologo Tour de Romandie (La Chaux-de-Fonds > La Chaux-de-Fonds, cronometro)
8ª tappa Tour de Suisse (Davos > Davos, cronometro)
Campionati spagnoli, Prova a cronometro
20ª tappa Tour de France (Megève > Morzine)
- 2019 (Astana Pro Team, tre vittorie)

Classifica generale Volta a la Comunitat Valenciana
8ª tappa Parigi-Nizza (Nizza > Nizza)
Classifica generale Giro dei Paesi Baschi
- 2020 (Astana Pro Team, una vittoria)

6ª tappa Vuelta a España (Biescas > Aramon-Formigal)
- 2021 (Astana-Premier Tech, due vittorie)

4ª tappa Giro dei Paesi Baschi (Vitoria-Gasteiz > Hondarribia)
Campionati spagnoli, Prova a cronometro
- 2022 (Cofidis, una vittoria)

6ª tappa Giro dei Paesi Baschi (Eibar > Arrate)
- 2023 (Cofidis, due vittorie)

Gran Premio Miguel Indurain
12ª tappa Tour de France (Roanne > Belleville-en-Beaujolais)

#### Altri successi
- 2009 (Under-23, Seguros Bilbao, tre vittorie)

Osintxu - Criterium di Bergara
Memorial Sabin Foruria (Criterium)
Memorial Angel Mantecon (Criterium)
- 2019 (Astana Pro Team)

1ª tappa Vuelta a España (Salinas de Torrevieja > Torrevieja, cronosquadre)

## Piazzamenti

### Grandi Giri
- Giro d'Italia

2012: 48º
2015: 27º
2019: 36º
- Tour de France

2013: 69º
2014: 41º
2016: 47º
2017: ritirato (1ª tappa)
2018: 22º
2020: ritirato (11ª tappa)
2021: 26º
2022: 39º
2023: 45º
2024: ritirato (11ª tappa)
2025: 69º
- Vuelta a España

2018: 9º
2019: 16º
2020: 29º
2021: 26º

### Classiche monumento
- Milano-Sanremo

2011: ritirato
2012: 85º
2015: 24º
- Giro delle Fiandre

2011: 133º
- Parigi-Roubaix

2011: ritirato
2012: 79º
- Liegi-Bastogne-Liegi

2011: ritirato
2013: 87º
2014: 86º
2016: 30º
2017: 5º
2018: 101º
2019: 56º
2022: 27º
2023: 16º
2024: 19º
2025: 34º
- Giro di Lombardia

2011: ritirato
2013: ritirato
2014: ritirato
2015: ritirato
2016: ritirato
2018: 6º
2019: ritirato
2020: 80º
2023: 40º

### Competizioni mondiali
Valkenburg 2012 - Cronosquadre: 16º
Toscana 2013 - Cronosquadre: 18º
Ponferrada 2014 - Cronosquadre: 6º
Ponferrada 2014 - In linea Elite: 24º
Richmond 2015 - Cronosquadre: 3º
Richmond 2015 - In linea Elite: 56º
Innsbruck 2018 - In linea Elite: 11º
Yorkshire 2019 - In linea Elite: 16º
Glasgow 2023 - In linea Elite: ritirato
- Giochi olimpici

Rio de Janeiro 2016 - In linea: ritirato
Rio de Janeiro 2016 - Cronometro: 8º
Tokyo 2020 - In linea: 79º
Tokyo 2020 - Cronometro: ritirato

### Competizioni europee
Trento 2021 - In linea élite: ritirato